# Mick Tanguy
Mick Tanguy ist eine Comicserie um zwei Piloten der französischen Luftwaffe, die ihre Abenteuer nicht nur in der Heimat, sondern auch an exotischen Schauplätzen erleben. Ihre Aufträge führen sie in die Kälte Grönlands (hier begegnen sie ihrem amerikanischen Kollegen Buck Danny), nach Polynesien sowie in die Hitze der arabischen Wüste. Nach 18 Bänden beenden sie ihre militärische Karriere und erleben neue Abenteuer in der zivilen Luftfahrt. 

## Hauptpersonen
Die beiden Protagonisten sind Mick Tanguy (im Original Michel Tanguy), der ernsthafte strahlende Held, immer korrekt und ohne Fehler, und sein Kollege Ernest Laverdure (auch: René Dupont), der tölpelhaft, leichtsinnig und immer zu Streichen aufgelegt ist. Diese beiden Flieger verbindet eine unerschütterliche Freundschaft, die ihnen hilft ihre gefährlichen Abenteuer zu bestehen.

## Titel
Im deutschsprachigen Raum lief die Serie zunächst kurzzeitig bei Kauka unter dem Titel Rolf und Miki. Bekannter wurde durch seine Verwendung im Zack-Magazin und dessen Ablegern sowie in der Albenausgabe des Carlsen-Verlages der Name Mick Tangy. Der Ehapa-Verlag verwendete in seiner Albenserie Die großen Flieger- und Rennfahrer-Comics den Titel Mick Tanguy. Die laufende deutsche Albenausgabe, begonnen vom Splitter-Verlag und ab Band 17 von den Kult-Editionen fortgesetzt, trägt, ebenso wie die 2009 gestartete Gesamtausgabe von Egmont/Ehapa, entsprechend der französischen Originalausgabe den Titel: Die Abenteuer von Tanguy und Laverdure.
Die Albenausgaben des Originals liefen früher unter dem vollen Serientitel: La collection Pilote présente une aventure de Michel Tanguy, später dann Une Aventure de Tanguy et Laverdure oder Les Chevaliers du Ciel – Tanguy et Laverdure.

## Autoren
Die Szenarios lieferte der Belgier Jean-Michel Charlier, der neben dieser Serie auch die Abenteuer von Buck Danny schrieb und der zu den erfolgreichsten Autoren frankobelgischer Abenteuergeschichten gehört.
Die ersten acht Alben wurden von Albert Uderzo gezeichnet, der hier unter Beweis stellt, dass er neben seinen erfolgreichen Funny-Serien (Asterix, Umpah-Pah) auch in der Lage ist, realistische Figuren und Umgebungen darzustellen.
Jijé war für die nächsten 14 Alben verantwortlich, danach folgte Patrice Serres, der Jije zuvor schon bei dem Band 20 unterstützt hatte, mit 2 Alben.
Das letzte von Charlier 1988 verfasste Szenario (Band 25) wurde von Al Coutelis bebildert.
Danach gab es eine lange Pause, und erst seit dem Jahre 2002 erleben Tanguy und Laverdure neue Abenteuer, erdacht von Jean-Claude Laidin und bisher von Yvan Fernandez und Renaud Garetta in Szene gesetzt. Mit Tanguy und Laverdure Klassik entstand 2016 ein Ableger.

## Alben
Die deutsche Ausgaben verteilen sich auf mehrere Verlage, einzelne Alben hatten unterschiedliche Titel:
| Nr. | Titel (DE)                    | Albumausgabe | Magazinerstdruck | Originaltitel (FR)             | Verlag (FR) | Splitter Verlag                                           | Ehapa Verlag                                          | Egmont Verlag                                                   | Kult Editionen                                   | Carlsen Verlag                  | Salleck Verlag                                   | Blattgold Verlag                                 | Koralle Verlag (Zack Box)       |
| --- | ----------------------------- | ------------ | ---------------- | ------------------------------ | ----------- | --------------------------------------------------------- | ----------------------------------------------------- | --------------------------------------------------------------- | ------------------------------------------------ | ------------------------------- | ------------------------------------------------ | ------------------------------------------------ | ------------------------------- |
| 1   | Die Schule der Adler          | 1961         | 1959/60          | L'École des Aigles             | Dargaud     | Die Abenteuer von Tanguy und Laverdure 1 (1987)           | Gesamtausgabe 1: Die Schule der Adler (2009)          | Collector’s Edition 1: Die Schule der Adler (2022)              |                                                  |                                 |                                                  |                                                  |                                 |
| 2   | Für Ehre und Vaterland        | 1962         | 1960/61          | Pour l'honneur des cocardes    | Dargaud     | Die Abenteuer von Tanguy und Laverdure 2                  | Gesamtausgabe 1: Die Schule der Adler (2009)          | Collector’s Edition 1: Die Schule der Adler (2022)              |                                                  |                                 |                                                  |                                                  |                                 |
| 3   | Gefahr am Himmel              | 1963         | 1961/62          | Danger dans le ciel            | Dargaud     | Die Abenteuer von Tanguy und Laverdure 3 (1989)           | Gesamtausgabe 1: Die Schule der Adler (2009)          | Collector’s Edition 2: Die Schwadron der Störche (Egmont, 2023) |                                                  |                                 |                                                  |                                                  |                                 |
| 4   | Die Schwadron der Störche     | 1964         | 1962/63          | Escadrille des Cigognes        | Dargaud     | Die Abenteuer von Tanguy und Laverdure 4 (1989)           | Gesamtausgabe 2: Die Schwadron der Störche (2009)     | Collector’s Edition 2: Die Schwadron der Störche (Egmont, 2023) |                                                  |                                 |                                                  |                                                  |                                 |
| 5   | Mirage im Nahen Osten         | 1965         | 1963             | Mirage sur l'Orient            | Dargaud     | Die Abenteuer von Tanguy und Laverdure 5                  | Gesamtausgabe 2: Die Schwadron der Störche (2009)     | Collector’s Edition 2: Die Schwadron der Störche (Egmont, 2023) |                                                  |                                 |                                                  |                                                  |                                 |
| 6   | Cannon Bleu antwortet nicht   | 1966         | 1964             | Canon bleu ne répond plus      | Dargaud     | Die Abenteuer von Tanguy und Laverdure 6 (1990)           | Gesamtausgabe 2: Die Schwadron der Störche (2009)     | Collector’s Edition 3: Cap Zero (2023)                          |                                                  |                                 |                                                  |                                                  |                                 |
| 7   | Cap Zero                      | 1967         | 1964/65          | Cap Zéro                       | Dargaud     | Die Abenteuer von Tanguy und Laverdure 7 (1990)           | Gesamtausgabe 3: Cap Zero (2010)                      | Collector’s Edition 3: Cap Zero (2023)                          |                                                  |                                 |                                                  |                                                  |                                 |
| 8   | Piraten des Himmels           | 1967         | 1965/66          | Pirates du ciel                | Dargaud     | Die Abenteuer von Tanguy und Laverdure 8 (Splitter, 1990) | Gesamtausgabe 3: Cap Zero (2010)                      | Collector’s Edition 3: Cap Zero (2023)                          |                                                  |                                 |                                                  |                                                  | Mission "Grüne Hölle"           |
| 9   | Die schwarzen Engel           | 1968         | 1966/67          | Les Anges noirs                | Dargaud     | Die Abenteuer von Tanguy und Laverdure 9                  | Gesamtausgabe 4: Bedrohung auf Mururoa (2010)         | Collector’s Edition 4: Sondereinsatz (2024)                     |                                                  |                                 |                                                  |                                                  |                                 |
| 10  | Sondereinsatz                 | 1968         | 1966             | Mission spéciale               | Dargaud     | Die Abenteuer von Tanguy und Laverdure 10                 | Gesamtausgabe 3: Cap Zero (2010)                      | Collector’s Edition 4: Sondereinsatz (2024)                     |                                                  |                                 |                                                  |                                                  |                                 |
| 11  | Zielort Pazifik               | 1969         | 1967             | Destination Pacifique          | Dargaud     | Die Abenteuer von Tanguy und Laverdure 11 (1994)          | Gesamtausgabe 4: Bedrohung auf Mururoa (2010)         | Collector’s Edition 5: Bedrohung auf Mururoa (2024)             |                                                  |                                 |                                                  |                                                  |                                 |
| 12  | Bedrohung auf Mururoa         | 1969         | 1967/68          | Menace sur Mururoa             | Dargaud     | Die Abenteuer von Tanguy und Laverdure 12 (1995)          | Gesamtausgabe 4: Bedrohung auf Mururoa (2010)         | Collector’s Edition 5: Bedrohung auf Mururoa (2024)             |                                                  |                                 |                                                  |                                                  |                                 |
| 13  | Bürgerkrieg in Sarrakat       | 1970         | 1968             | Lieutenant Double Bang         | Dargaud     | Die Abenteuer von Tanguy und Laverdure 13                 | Gesamtausgabe 5: Bürgerkrieg in Sarrakat (2010)       | Collector’s Edition 6: Entscheidung in der Wüste (2025)         |                                                  |                                 |                                                  |                                                  |                                 |
| 14  | Entscheidung in der Wüste     | 1970         | 1969             | Baroud sur le désert           | Dargaud     | Die Abenteuer von Tanguy und Laverdure 14                 | Gesamtausgabe 5: Bürgerkrieg in Sarrakat (2010)       | Collector’s Edition 6: Entscheidung in der Wüste (2025)         |                                                  |                                 |                                                  |                                                  |                                 |
| 15  | Vampire kommen bei Nacht      | 1971         | 1969/70          | Les vampires attaquent la nuit | Dargaud     | Die Abenteuer von Tanguy und Laverdure 15                 | Gesamtausgabe 6: Terror am Himmel (Ehapa 2011)        |                                                                 |                                                  |                                 |                                                  |                                                  |                                 |
| 16  | Terror am Himmel              | 1971         | 1970             | La terreur vient du ciel       | Dargaud     | Die Abenteuer von Tanguy und Laverdure 16 (1999)          | Gesamtausgabe 6: Terror am Himmel (Ehapa 2011)        |                                                                 |                                                  |                                 |                                                  |                                                  |                                 |
| 17  | Mission Letzte Chance         | 1972         | 1971             | Mission « dernière chance »    | Dargaud     |                                                           | Gesamtausgabe 7: Das geheimnisvolle Geschwader (2011) |                                                                 | Die Abenteuer von Tanguy und Laverdure 17 (2003) |                                 |                                                  |                                                  |                                 |
| 18  | Die verschollene DC8          | 1973         | 1972             | Un DC.8 a disparu              | Dargaud     |                                                           | Gesamtausgabe 7: Das geheimnisvolle Geschwader (2011) |                                                                 | Die Abenteuer von Tanguy und Laverdure 18 (2004) |                                 |                                                  |                                                  |                                 |
| 19  | Das geheimnisvolle Geschwader | 1979         | 1978             | La Mystérieuse Escadre Delta   | Fleurus     |                                                           | Gesamtausgabe 7: Das geheimnisvolle Geschwader (2011) |                                                                 |                                                  | Mick Tanguy 1 (1990)            |                                                  |                                                  | Abschied von der Mirage         |
| 20  | Operation Freiheit            | 1981         | 1980             | Opération Tonnerre             | Novedi      |                                                           | Gesamtausgabe 8: Der Spion, der vom Himmel kam (2011) |                                                                 |                                                  | Mick Tanguy 2                   |                                                  |                                                  | Flug in die Freiheit            |
| 21  | Luftpiraten                   | 1981         | 1968/69          | Premières missions             | Hachette    | Kurzgeschichten 1, 4, 5 (s. u.)                           | Kurzgeschichten 1, 4, 5 (s. u.)                       | Kurzgeschichten 1, 4, 5 (s. u.)                                 | Kurzgeschichten 1, 4, 5 (s. u.)                  | Kurzgeschichten 1, 4, 5 (s. u.) | Kurzgeschichten 1, 4, 5 (s. u.)                  | Kurzgeschichten 1, 4, 5 (s. u.)                  | Kurzgeschichten 1, 4, 5 (s. u.) |
| 22  | Der Piratensender             | 1982         | 1969/70          | Station brouillard             | Hachette    | Kurzgeschichten 6, 7, 8 (s. u.)                           | Kurzgeschichten 6, 7, 8 (s. u.)                       | Kurzgeschichten 6, 7, 8 (s. u.)                                 | Kurzgeschichten 6, 7, 8 (s. u.)                  | Kurzgeschichten 6, 7, 8 (s. u.) | Kurzgeschichten 6, 7, 8 (s. u.)                  | Kurzgeschichten 6, 7, 8 (s. u.)                  | Kurzgeschichten 6, 7, 8 (s. u.) |
| 23  | Tödliche Mission              | 1982         | 1981             | Plan de vol pour l'enfer       | Hachette    |                                                           | Gesamtausgabe 8: Der Spion, der vom Himmel kam (2011) |                                                                 |                                                  | Mick Tanguy 3                   |                                                  |                                                  | Tödliche Mission                |
| 24  | Der Spion, der vom Himmel kam | 1984         | 1983             | L'Espion venu du ciel          | Novedi      |                                                           | Gesamtausgabe 8: Der Spion, der vom Himmel kam (2011) |                                                                 |                                                  | Mick Tanguy 4                   |                                                  |                                                  | Spione über den Wolken          |
| 25  | Der große Bluff               | 1988         | 1988             | Survol interdit                | Novedi      |                                                           |                                                       |                                                                 |                                                  | Mick Tanguy 5                   |                                                  |                                                  |                                 |
| 26  | In serbischer Gefangenschaft  | 2002         |                  | Prisonniers des Serbes         | Dargaud     |                                                           | Gesamtausgabe 9: Operation Opium (Ehapa, 2012)        |                                                                 | Die Abenteuer von Tanguy und Laverdure 19 (2004) |                                 |                                                  |                                                  |                                 |
| 27  | Operation Opium               | 2005         |                  | Opération opium                | Dargaud     |                                                           | Gesamtausgabe 9: Operation Opium (Ehapa, 2012)        |                                                                 | Die Abenteuer von Tanguy und Laverdure 20 (2006) |                                 |                                                  |                                                  |                                 |
| 28  | Flug 501                      | 2012         |                  | Le vol 501                     | Dargaud     |                                                           |                                                       |                                                                 |                                                  |                                 | Die Abenteuer von Tanguy und Laverdure 21 (2018) |                                                  |                                 |
| 29  | Jagd mit Mach 2!              | 2015         |                  | Taïaut sur bandits!            | Dargaud     |                                                           |                                                       |                                                                 |                                                  |                                 | Die Abenteuer von Tanguy und Laverdure 22 (2020) |                                                  |                                 |
| 30  | Alte Bekannte                 | 2017         |                  | Rencontre de trois types       | Dargaud     |                                                           |                                                       |                                                                 |                                                  |                                 | Die Abenteuer von Tanguy und Laverdure 23 (2022) |                                                  |                                 |
| 31  | Sanddiamanten                 | 2018         |                  | Diamants de sable              | Dargaud     |                                                           |                                                       |                                                                 |                                                  |                                 |                                                  | Die Abenteuer von Tanguy und Laverdure 24 (2024) |                                 |
| 32  | Das Wüstenschwert             | 2018         |                  | Le sabre du désert             | Dargaud     |                                                           |                                                       |                                                                 |                                                  |                                 |                                                  | Die Abenteuer von Tanguy und Laverdure 25 (2024) |                                 |
| 33  | Rückkehr zu den Störchen      | 2019         |                  | Retour aux Cigognes            | Dargaud     |                                                           |                                                       |                                                                 |                                                  |                                 |                                                  |                                                  |                                 |
| 34  |                               | 2021         |                  | Tanguy vs Laverdure            | Dargaud     |                                                           |                                                       |                                                                 |                                                  |                                 |                                                  |                                                  |                                 |
| 35  |                               | 2022         |                  | Une frontière obscure          | Dargaud     |                                                           |                                                       |                                                                 |                                                  |                                 |                                                  |                                                  |                                 |
| 36  |                               | 2023         |                  | Marée rouge en mer Noire       | Dargaud     |                                                           |                                                       |                                                                 |                                                  |                                 |                                                  |                                                  |                                 |

## Kurzgeschichten
Die Kurzgeschichten im Taschenbuchformat erschienen ursprünglich in Frankreich in Super Pocket Pilote 1–9 mit einem Umfang von je 16 Seiten. Die 6 in den beiden Carlsen Alben veröffentlichten Geschichten waren in Frankreich Anfang der 80er Jahre auch in Albenform als Originalalben 21 und 22 erschienen. Die 6 in Zack nachgedruckten Geschichten wurden für den Magazinabdruck auf 8 Seiten ummontiert, und dafür auch teils verändert und einzelne Panels an den Seiten ergänzt. Eine Ausnahme bildet dabei die Kurzgeschichte #6, da für diese auch neues Material gezeichnet wurde, und in dieser deutlich erweiterten Form einen Umfang von 12 Seiten aufweist.
| Nr. | Französischer Originaltitel     | Autor/en      | Deutsche Ausgabe |
| --- | ------------------------------- | ------------- | --- |
| 1.  | Première mission (1968)         | Charlier/Jijé | Der erste Auftrag, Zack Parade 1 (1973), Zack Parade 37 (1980); Um Leben und Tod, Carlsen 6 (Luftpiraten); Der erste Auftrag, Gesamtausgabe 5 (2011) und Collector’s Edition 4 (Egmont, 2024)      |
| 2.  | Le grand mirage (1968)          | Charlier/Jijé | Flugzeug in Flammen, Zack Parade 2 (1973); Zack 24 (1979); Der erste Auftrag, Gesamtausgabe 5 (2011) und Collector’s Edition 4 (Egmont, 2024)                                                      |
| 3.  | Piège pour un pilote (1969)     | Charlier/Jijé | Ehapa-Gesamtausgabe 5; Ein Pilot tappt in die Falle, Gesamtausgabe 5 (2011) und Collector’s Edition 4 (Egmont, 2024)                                                                               |
| 4.  | Rapt en plein ciel (1969)       | Charlier/Jijé | Überfall in den Wolken, Zack Parade 3 (1973); Gefährlicher Einsatz, Zack 5 (1980); Luftpiraten, Carlsen 6 (Luftpiraten) und Collector’s Edition 5 (Egmont, 2024)                                   |
| 5.  | Le saboteur (1969)              | Charlier/Jijé | Alarm: Sabotage!, Zack Parade 4 (1974), Zack Parade 38 (1980); Der Saboteur, Carlsen 6 (Luftpiraten) und Collector’s Edition 5 (Egmont, 2024)                                                      |
| 6.  | Contre–espionnage aérien (1969) | Charlier/Jijé | Im Auftrag des Geheimdienstes, Zack Parade 6 (1974); Gegenspionage, Zack 26 (1979); Ohne Titel, Carlsen 7 (Der Piratensender); Im Auftrag des Geheimdienstes, Collector’s Edition 5 (Egmont, 2024) |
| 7.  | Station brouillard (1970)       | Charlier/Jijé | Der Tanz im Vulkan, Zack 2 (1980); Ohne Titel, Carlsen 7 (Der Piratensender); Der Piratensender, Gesamtausgabe 6 (Ehapa 2011) und Collector’s Edition 6 (Egmont, 2025)                             |
| 8.  | Fréquence 268.5 (1970)          | Charlier/Jijé | Frequenz 268,5, Zack Parade 5 (1974); Zack 4 (1980); Ohne Titel, Carlsen 7 (Der Piratensender); Frequenz 268,5, Collector’s Edition 6 (Egmont, 2025)                                               |
| 9.  | Les espions des sables (1970)   | Charlier/Jijé | Spione der Wüste, Zack Parade 9 (1975); Die Wüstenspione, Zack 25 (1979); Gesamtausgabe 7 (2011); Spione der Wüste, Collector’s Edition 6 (Egmont, 2025)                                           |

## Deutsche Gesamtausgabe in der Egmont/Ehapa Comic Collection
Von 2009 bis 2012 erschienen in der Reihe Egmont Comic Collection der Egmont Ehapa Media GmbH neun Sammelbände der „Abenteuer von Tanguy und Laverdure“ als Hardcover-Versionen. Die Bände beinhalten jeweils zwei oder drei Einzel-Alben in chronologischer Reihenfolge, ergänzt um redaktionelle Texte, Kurzgeschichten und anderes Material. Problematisch ist dabei, dass die in Sammelband 8 abgedruckte Geschichte „Der Spion der vom Himmel kam“ nicht wie angekündigt im Band 9 mit der Fortsetzung „Der große Bluff“ weitergeführt wurde. Stattdessen sind die beiden Alben „In serbischer Gefangenschaft“ und „Operation Opium“ in Band 9 abgedruckt. Seit 2012 ist kein weiterer Sammelband erschienen, obwohl mit „Le vol 501“ (2012) und „Taïaut sur bandits! (2015)“ noch zwei weitere Bände im französischen Original vorliegen. Somit sind drei Einzelalben nicht in dieser als Gesamtausgabe beabsichtigten Reihe erschienen.
Seit 2022 läuft eine neue Collector’s Edition. Diese soll in zehn Bänden alle Geschichten bis 1988 (Album 25), also das komplette Werk von Jean-Michel Charlier, umfassen.

## Fernseh- und Filmadaptionen
- Les Chevaliers du ciel (Die Ritter des Himmels) ist eine französische Fernsehserie, die von 1967 bis 1969 in 39 Episoden von Charlier produziert wurde und in Frankreich Kultstatus besitzt.
- Les Chevaliers du ciel war eine Fortsetzung, die von 1988 bis 1990 in zehn Folgen produziert wurde, aber nicht an den Erfolg der Vorgängerserie anknüpfen konnte.
- Sky Fighters ist ein Film von Gérard Pirés aus dem Jahr 2005, der grob auf der Comicreihe basiert. Deutscher Kinostart war am 23. Februar 2006. Die Dreharbeiten wurden von der französischen Luftwaffe unterstützt.